# Günther von Passow

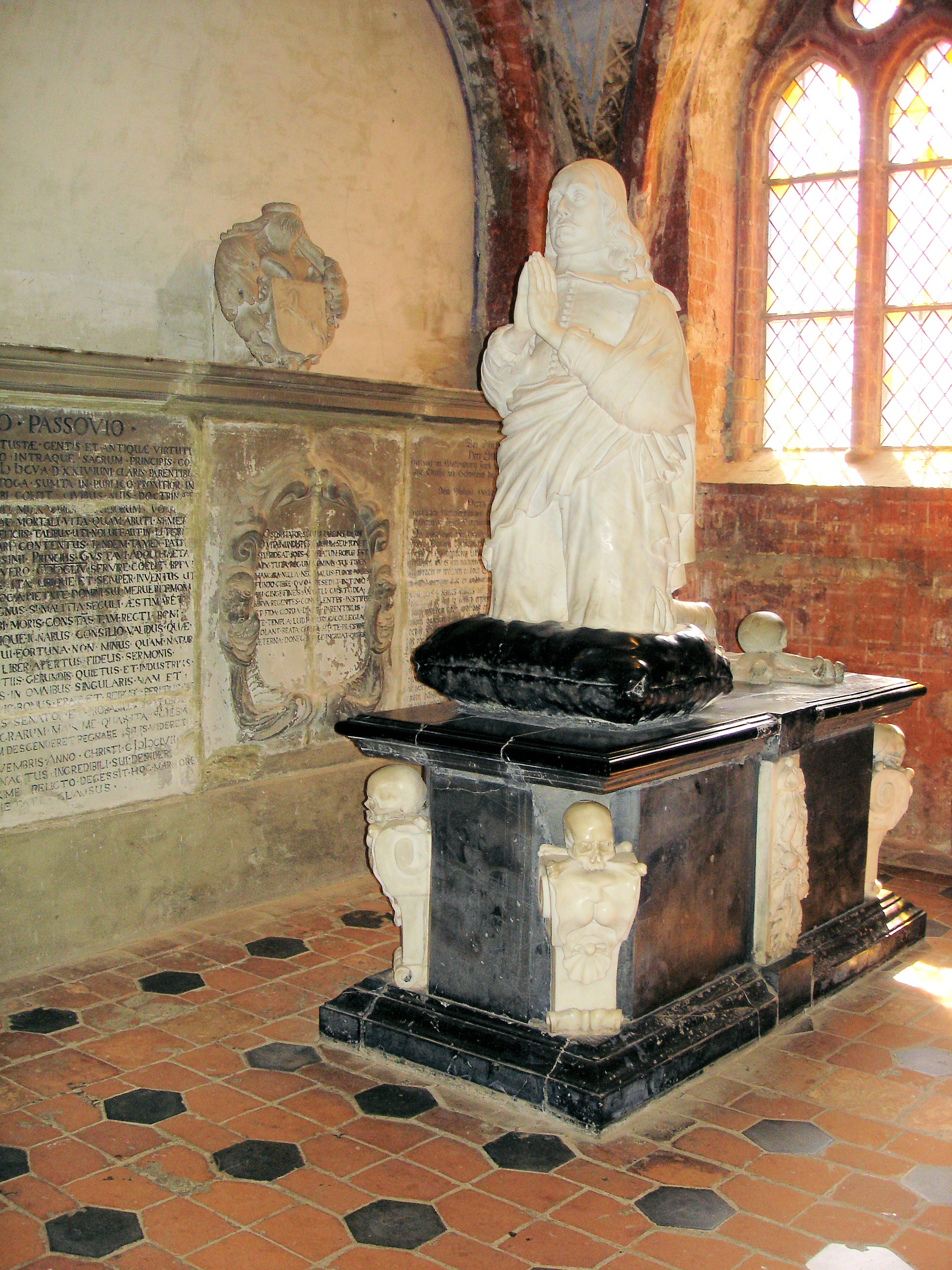
Günther von Passows Grabmal im Dom zu Güstrow

Günther von Passow (* 24. Juni 1605 in Zehna; † 23. November 1657 in Güstrow) war ein deutscher Jurist, mecklenburgischer Gutsbesitzer und Geheimer Rat.

## Leben und Werk
Passow war der Sohn des mecklenburgischen Hofjunkers Adam von Passow und dessen Ehefrau, der Hofjungfer Anna von Plessen. Der spätere Geheime Rat Hartwig von Passow war sein älterer Bruder.
Nach einem Studium der Rechtswissenschaften übernahm er zunächst die Verwaltung der Familiengüter Zehna, Gremmelin (heute Ortsteil von Lalendorf) und Klein-Vietgest. Erst 1654 trat Passow als Geheimer Rat in den Dienst der mecklenburgischen Herzöge, wo er sich schnell große Anerkennung erwarb. Seine Schwägerin Oelgard von Passow setzte ihn 1651 gemeinsam mit Hans-Friedrich von Lehsten zum Verwalter ihres beträchtlichen Nachlasses und zum Vormund ihrer Enkel ein.
Passow war ein Verehrer und Förderer von Johann Rist und zählt zu den Widmungsempfängern von dessen Sabbathischer Seelenlust. Als Gegengabe veröffentlichte er 1651 ein eigenes Gedicht Von dem grossen Hauffen Der Atheisten, Undt Heuchel-Christen.
Herzog Gustav Adolf von Mecklenburg-Güstrow ließ ihm 1659 im Güstrower Dom ein monumentales Grabmal von Charles Philippe Dieussart setzen und steuerte selbst ein Epitaph in deutscher und lateinischer Sprache bei.
Nachdem er schon 1650 durch Konkurs Klein-Vietgest verloren hatte, musste sein Sohn Hartwig 1662 auch Zehna aufgeben. Er wurde Soldat und stieg später im dänischen Heer zum General auf.

## Schrift
- Gunther Passaw/ Ein Mecklenburgischer Edelmann/ Uber Johann Ristens Sabbathische Seelen-Lust/ De Anno 1651. Von dem grossen Hauffen Der Atheisten, Undt Heuchel-Christen. o. O. 1651 (4 S., komplett im VD 17)